# 丹吉尔
丹吉尔（Moroccan Arabic：，羅馬化：Ṭanja），又譯坦幾亞，是北非國家摩洛哥北部的一個濱海城市，西临大西洋，北与西班牙隔直布罗陀海峡相望。丹吉尔-得土安-胡塞马大区与丹吉尔-阿西拉省均以丹吉尔为首府。

## 词源
迦太基时期，迦太基人曾使用tng、tngʾ、tyngʾ、ttgʾ等多个称呼记录这座城市，被转写为坦加（Tenga）、廷加（Tinga）、提加（Titga）等称呼。而柏柏尔人则称此地为廷吉（羅馬化：Tingi），可能为古柏柏尔语的“沼泽”。希腊人一般称此地为提吉斯（羅馬化：Tiggis）或提加（羅馬化：Tiga），认为此地是以希腊神话中的泰坦神族阿特拉斯之女Tinjis为名。罗马人则常用廷吉斯（拉丁語：Tingis），并演化为葡萄牙语中的、西班牙语中的、法语中的、英语中的和。
摩洛哥历史学家艾哈迈德·图菲克认为柏柏尔名廷吉（Tingi）与摩洛哥另一座城市廷吉尔（羅馬化：Tinɣir）之名源流相同。“Tin”为柏柏尔语中的阴性词，表“位于”或“在”；而“gi”则可能源自“igi”，组合时首音弱化消失，意为“山峰”、“穹顶”或“高处”。因此廷吉一名直译可推断为“在高处”，这也和摩洛哥短语“居高的丹吉尔”（Moroccan Arabic：，羅馬化：Ṭānjā li-ʻāliyah）相应。
而当地则传说丹吉尔之名源自诺亚方舟。相传洪水过后，诺亚方舟在水上迷失了方向，迟迟无法靠岸。直到有一天，一只鸽子落在了船上，脚上沾着些许泥土，乘客激动的喊道“是泥巴！是泥巴！”（羅馬化：al-Ṭīn jā, al-ṭīn jā），因此当方舟靠岸后即以此将新城市命名为丹吉尔。
罗马人将丹吉尔升级为殖民地后，将其称为Colonia Julia Tingi，意为儒略殖民地廷吉。穆斯林统治此地后保留了原名，但时常用卡尔拜达（羅馬化：Kālbyḍāʼ）或莱拉（羅馬化：Laylá）来俗称此地。丹吉尔的爱称还有海峡的首都（羅馬化：Bʻāṣmh al-Būghāz）、北方的新娘（羅馬化：ʻArūs al-Shamāl）、北方的明珠（羅馬化：Jawharat al-Shamāl）等等。

## 历史

### 古代史
约公元前10世纪至8世纪，腓尼基人于丹吉尔建立了殖民地。前6世纪城市周边的柏柏尔人墓地中发现了大量珠宝，体现了彼时丹吉尔地区在地中海贸易网的重要地位。约前5世纪，迦太基人称雄西地中海后将该城打造为一座重要港口。迦太基航海家汉诺可能在其探索西非海岸的旅途中造访过此地。
布匿战争期间，罗马盟友毛里塔尼亚控制了这座城市，罗马人称此城为廷吉斯。塞多留战争期间，塞多留的军队曾于前83年起占领了廷吉斯。但随着塞多留的败亡，廷吉斯重归毛里塔尼亚管辖。前38年，廷吉斯被设为共和自由城市。前25年，毛里塔尼亚沦为罗马附属国，罗马皇帝奥古斯都授予了廷吉斯更多自治权。公元40年，卡里古拉处死毛里塔尼亚最后一任国王。44年，克劳狄一世正式吞并毛里塔尼亚，故地被划分为两个罗马行省。廷吉斯被授予殖民地地位，成为廷吉塔纳毛里塔尼亚首府。戴克里先改革后，廷吉斯成为随从官与廷吉塔纳省督驻地。在298年的大迫害中，圣卡西安与圣玛策禄于此殉道。

### 中世纪
429年，在盖萨里克领导下，汪达尔人占领了包括廷吉斯在内的北非地区。西罗马阿非利加管区长官博尼法提乌斯尝试将汪达尔人赶回西班牙。430年，博尼法提乌斯于卡拉马不敌汪达尔人，不得不撤向希波城。432年，增援北非的东罗马将军阿斯帕于希波城被打败。435年，罗马于希波城与汪达尔人签订和约，承认了汪达尔人对廷吉塔纳、凯撒毛里塔尼亚、努米底亚等地的占领。
533年，东罗马皇帝查士丁尼一世以汪达尔王国政变为由，发起汪达尔战争，命贝利萨留远征北非。534年汪达尔国王盖利摩投降，北非重归罗马治下。出于军事考量，东罗马将当地的行政中心从廷吉斯移往塞卜泰（即休达）。
707至711年间，丹吉尔被穆萨·伊本·努赛尔征服。在伍麦叶王朝治下，丹吉尔成为摩洛哥地区（亦称西马格里布）的行政中心。阿拉伯人对北非柏柏尔人实行了一系列歧视政策，导致北非地区频繁起事。721年，易弗里基叶总督耶齐德·伊本·阿比·穆斯利姆在羞辱其手下的柏柏尔护卫后被他们杀害。740年，为反抗易弗里基叶总督乌拜杜拉·伊本·哈哈卜对柏柏尔人的强征暴敛，哈瓦利吉派联合巴尔加瓦塔联盟掀起了柏柏尔起义，并于740年夏占领了丹吉尔。随后巴尔加瓦塔撤往南方，丹吉尔陷入混乱。750年建立的阿拔斯王朝未能重建对西北非的统治，柏柏尔部落开始各自为政。
786年，什叶派阿里王族于法赫赫战役战败，王族成员伊德里斯·本·阿卜杜拉向西逃往马格里布。790年，伊德里斯抵达了丹吉尔，他与当地部落联姻后组建了一支军队夺取了丹吉尔的控制权，建立伊德里斯王朝。十世纪初，法蒂玛哈里发阿卜杜拉·马赫迪开始干涉摩洛哥地区事务，迫使科尔多瓦埃米尔阿卜杜拉赫曼三世自封为哈里发，并在摩洛哥扶植代理人以抗衡法蒂玛。在阿卜杜拉赫曼三世的支持下，马格拉瓦柏柏尔人以他的名义于949年占领了丹吉尔。1013年，休达总督阿里·本·哈穆德·纳西尔乘科尔多瓦内乱占领了丹吉尔和马拉加，并于1016年自封为哈里发，丹吉尔作为奖赏授予了支持他的巴尔加瓦塔领袖莱兹卡拉。
1077年，穆拉比特埃米尔优素福·本·塔什芬夺取丹吉尔。1147年，丹吉尔落入穆瓦希德哈里发阿卜杜勒·慕敏之手，此后丹吉尔蓬勃发展，成为穆瓦希德治下一座重要港口城市。穆瓦希德王朝崩溃后，丹吉尔并未臣服于马林苏丹国。当地长官优素福·本·穆罕穆德先后臣服于突尼斯的哈夫斯王朝和东方的阿拔斯王朝，直至其于1266至1267年间被杀害。1274年，在马林苏丹阿布·优素福·雅各布三个月的围攻之后，丹吉尔最终被纳入马林苏丹国。
随后的一个世纪内，丹吉尔频遭战祸，葡萄牙人、西班牙人多次跨过海峡在丹吉尔周边与摩洛哥人交战。1471年8月28日，葡萄牙国王阿方索五世夺取了丹吉尔。

### 葡英殖民时期
葡萄牙人夺取丹吉尔后，将城中的清真寺改为了天主教堂，同时兴建了许多欧式住宅、教堂、修道院。瓦塔斯王朝于1508、1511、1515年多次尝试夺回丹吉尔，但均未成功。1661年，丹吉尔作为布拉干萨的凯瑟琳的嫁妆赠予了英格兰。同年11月，英国派遣爱德华·孟塔古前来接收丹吉尔。1662年1月，英属丹吉尔建立，英王查理二世赞丹吉尔为“王冠上的无价之宝石（a jewell of immense value in the royal diadem）”，尽管据记载葡萄牙人离开时带走了能带走的一切，甚至连“鲜花、窗户和门”都没留下。英国授予丹吉尔特许状并在丹吉尔驻军，使其享有与英国城镇同等的地位。但其境内的教产被没收，葡萄牙人几乎尽数离开，犹太人也被驱逐出城。同时丹吉尔也持续不断地被当地人以圣战为名攻击骚扰。
英国人在葡萄牙人建设的基础上升级了防御设施，同时他们计划在港口兴建防波堤与灯塔，以提升英国在直布罗陀海峡的掌控力。但在塞缪尔·皮普斯等人的贪腐浪费之下，防波堤工程花费了高达34万英镑。
1678和1680年，摩洛哥阿拉维王朝苏丹穆莱·伊斯梅尔再度尝试夺取丹吉尔，虽仍未成功，但激起了英国本土对丹吉尔殖民地巨大开销的不满。英国国会最终于1680年决定放弃丹吉尔。英国人在离开前摧毁了城镇和港口设施。1684年2月7日，摩洛哥人重新夺回丹吉尔。通过迁移周边农村人口，丹吉尔重新恢复了人气。

### 近现代
18世纪起，丹吉尔成为了摩洛哥对外交流的窗口。美国在乔治·华盛顿任期内于丹吉尔设立了美国第一座领事馆。摩洛哥苏丹穆莱·苏莱曼赠与的丹吉尔美国使馆大楼也成为美国政府收到的首个海外资产。 
1828年，英国为报复摩洛哥的海盗行为封锁了丹吉尔港。1844年8月6日，由于摩洛哥对阿卜杜·卡迪尔的庇护，法国军队在弗朗索瓦·德·奥尔良领导下开始炮轰丹吉尔。尽管丹吉尔受损不大，但由于摩洛哥在争议地区伊斯利的军事失利，摩洛哥政府不得不与法国签署《丹吉尔和约》，正式承认法国对阿尔及利亚的占领。
19世纪70年代，丹吉尔已成为所有驻摩洛哥外交使馆、领事馆的所在地，当时约有400个外国人居住于这座2万人口的城市。19世纪末期起，整个摩洛哥逐渐落入法国势力范围。1905年，德皇威廉二世造访丹吉尔，宣布支持摩洛哥独立。法国认为德国此举是公然挑衅法国。丹吉尔危机爆发，德法几乎因此开战。1906年，在美国总统西奥多·罗斯福的调停下，阿尔赫西拉斯会议举行，丹吉尔的警察培训与海关税收落入欧美国家之手。
1907年，丹吉尔港口设施进行了大规模升级。同年，在摩洛哥苏丹阿卜杜拉齐兹的授意下，来自黎巴嫩的纳莫尔兄弟于丹吉尔开办了摩洛哥人的第一份报纸《马格里布之声》（羅馬化：Lissan-ul-Maghreb）。
1912年，《非斯条约》的签订标志着摩洛哥正式被法国与西班牙瓜分，摩洛哥大部分领土被划入法属摩洛哥保护国，而北部地区和南部地区租借予西班牙，成为西属摩洛哥。丹吉尔被单独列出，归属待进一步确认。法国元帅于贝尔·利奥泰以提供巨额养老金为条件说服末任摩洛哥苏丹阿卜杜勒哈菲兹退位。退位后，前苏丹于丹吉尔老城西侧建造了阿卜杜勒哈菲兹宫用以居住，后被意大利人买下。1916，法西丹吉尔-非斯铁路公司成立。1919-1927年间，途径丹吉尔的丹吉尔-非斯铁路建成。
1923年12月18日，法国、西班牙、英国于巴黎协商后决定于丹吉尔设立丹吉尔国际区。1924年5月14日，三方签署了公约。1925年6月1日，丹吉尔国际区正式成立。 1928年，在英国的支持下，公约添加了一项修正案将意大利纳入共管国家之列。根据欧洲各国为丹吉尔设计的法令，丹吉尔成为了一座信仰自由、包容政治分歧的国际城市，庇护了西班牙内战时的左右翼难民、被纳粹德国迫害的犹太人和摩洛哥境内的异见人士。自由的经济体制和财政规章，让丹吉尔成为了一座自由贸易的避税天堂。
1940年6月14日，在巴黎沦陷后，西班牙弗朗哥政府迅速出兵占领了丹吉尔。尽管西班牙民族主义者要求正式吞并丹吉尔，弗朗哥政府仍对外宣称占领丹吉尔是临时的战时措施。1940年11月，在西班牙废除了丹吉尔的国际管理机构后，英国与西班牙发生外交纠纷，西班牙宣布将保护英国在当地的利益，并保证不进一步驻守丹吉尔。1945年10月11日，丹吉尔恢复了其战前地位。
丹吉尔的国际城市地位在摩洛哥独立运动之中发挥了重要作用。独立运动人士可以在丹吉尔会面协商而不被法国或西班牙当局审查。1951年，由四个民族主义政党组建的摩洛哥民族阵线成立于丹吉尔。

1952年7月，各方于拉巴特会面，同意废除国际区。1956年，丹吉尔重归摩洛哥。

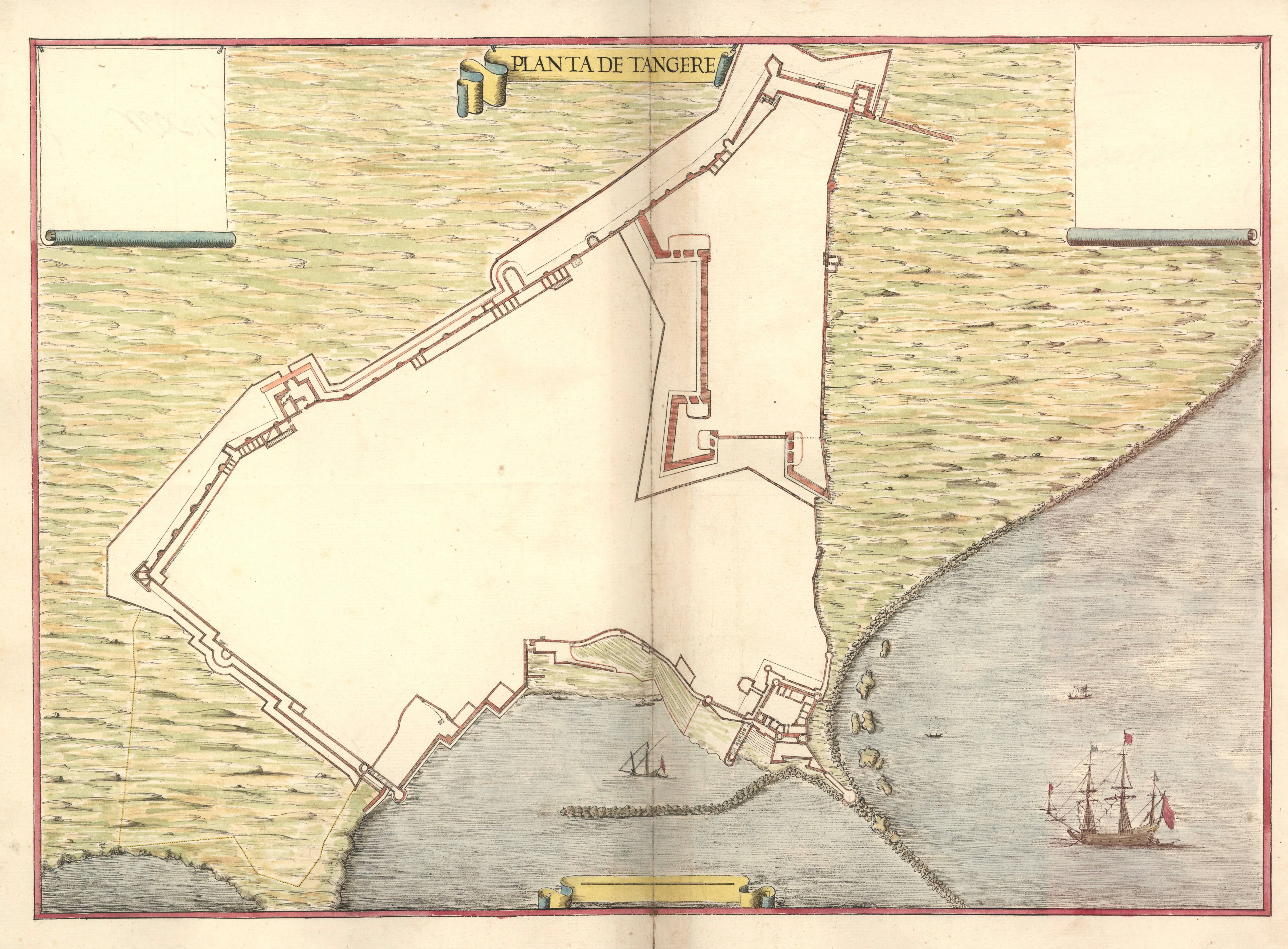
莱昂纳多·德法拉利（德语：Leonardo de Ferrari）绘制葡萄牙丹吉尔堡垒计划图
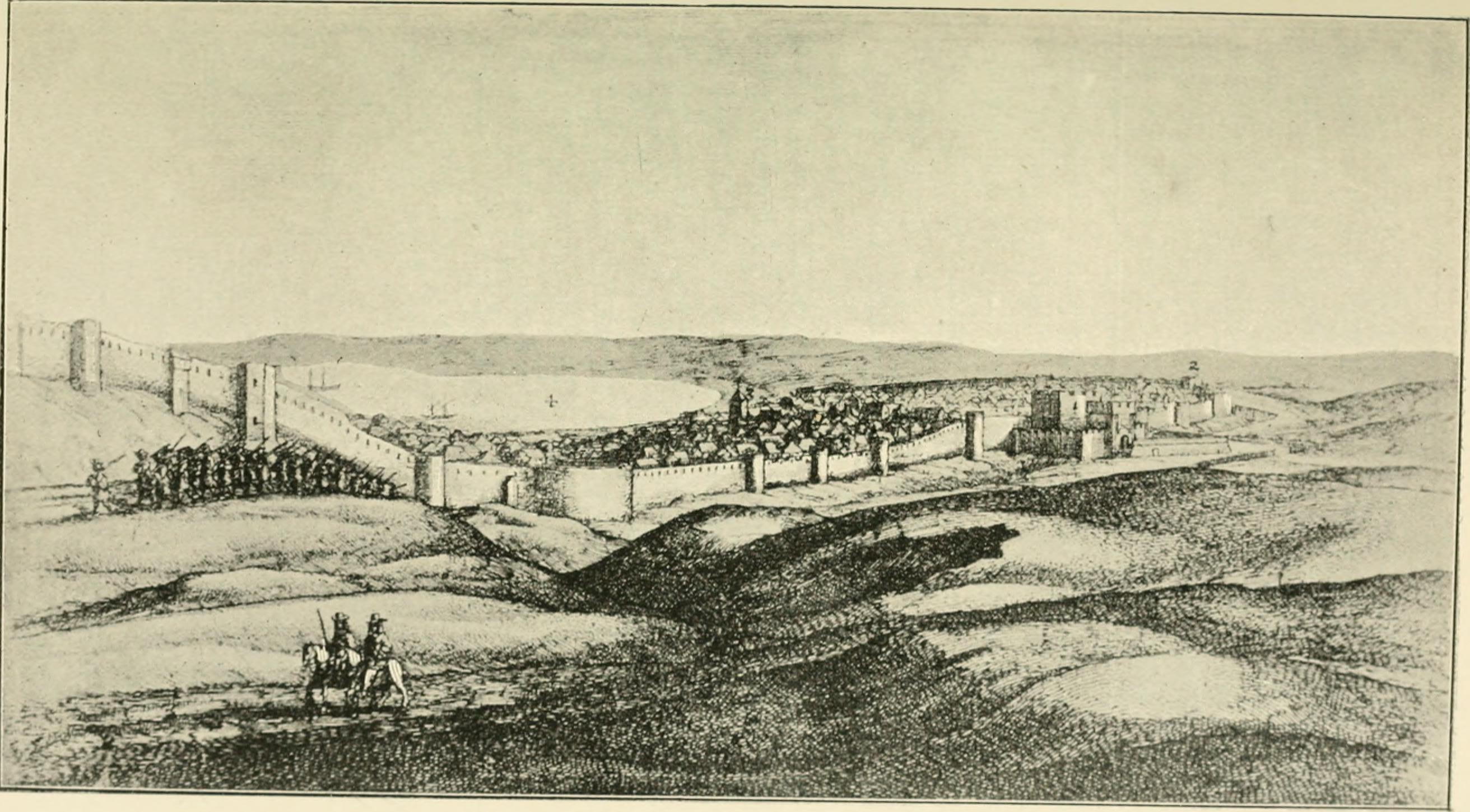
文策斯劳思·霍拉（英语：Wenceslaus Hollar）于英国占领丹吉尔后绘制的周边风景画
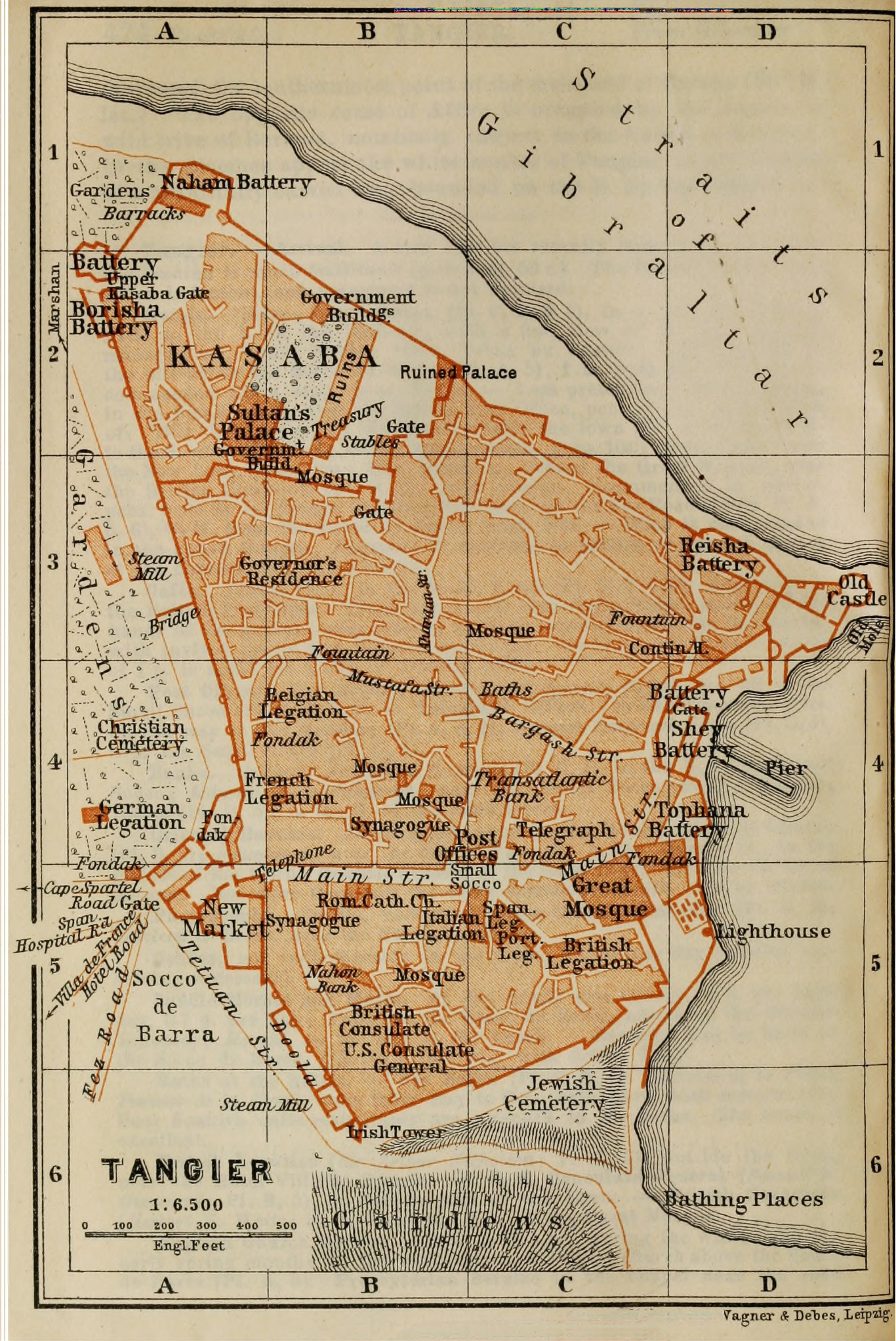
1901年的丹吉尔地图
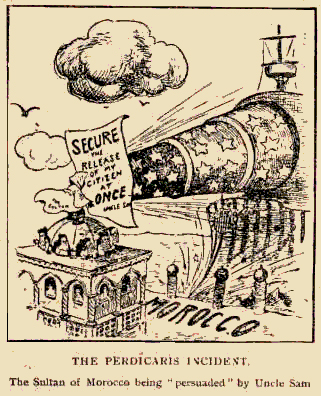
1904年的一幅政治漫画，讽刺美国在发生于丹吉尔的珀迪卡里斯事件（英语：Perdicaris affair）中展露出的炮舰外交
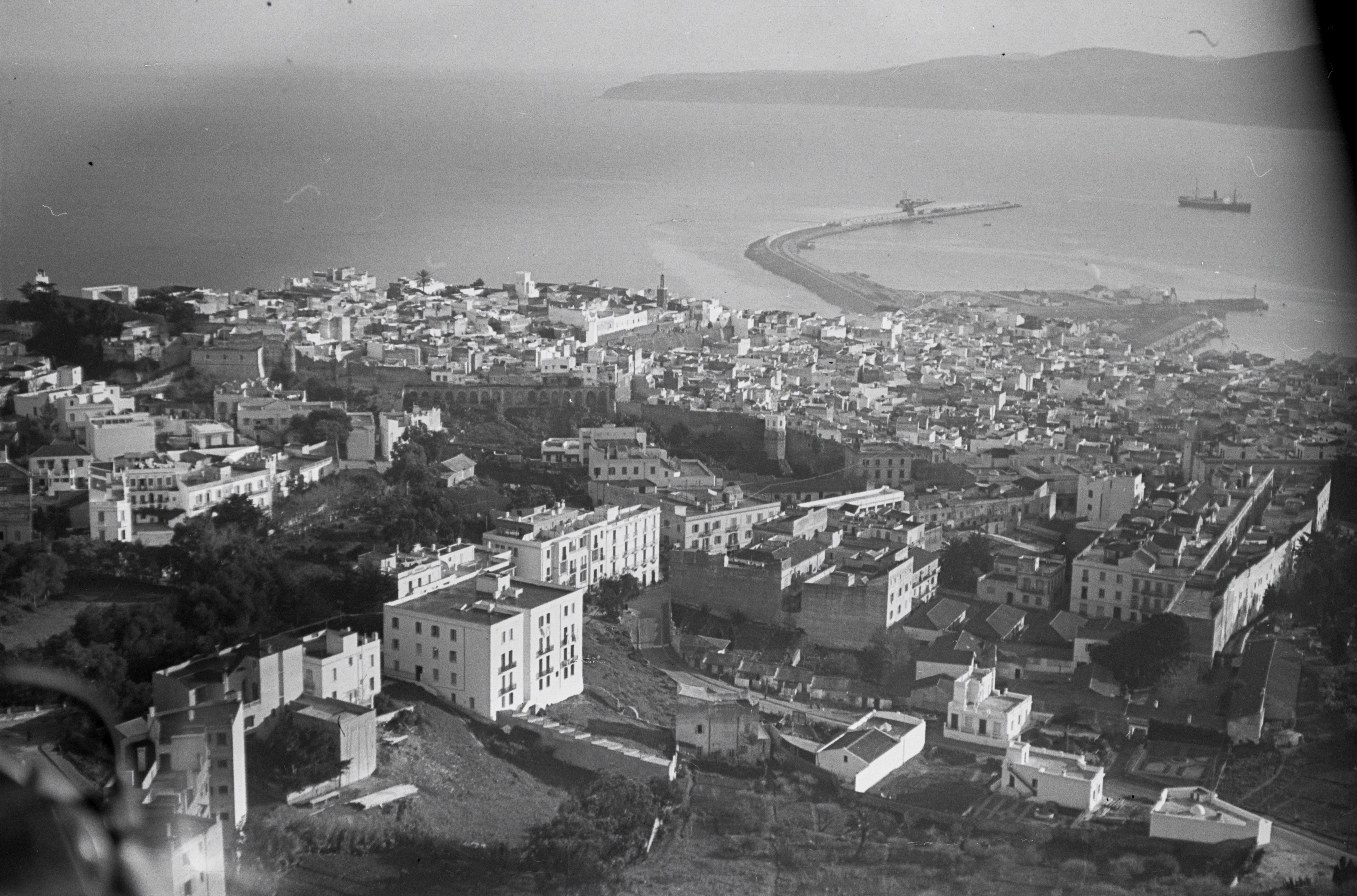
1932年的丹吉尔鸟瞰照片
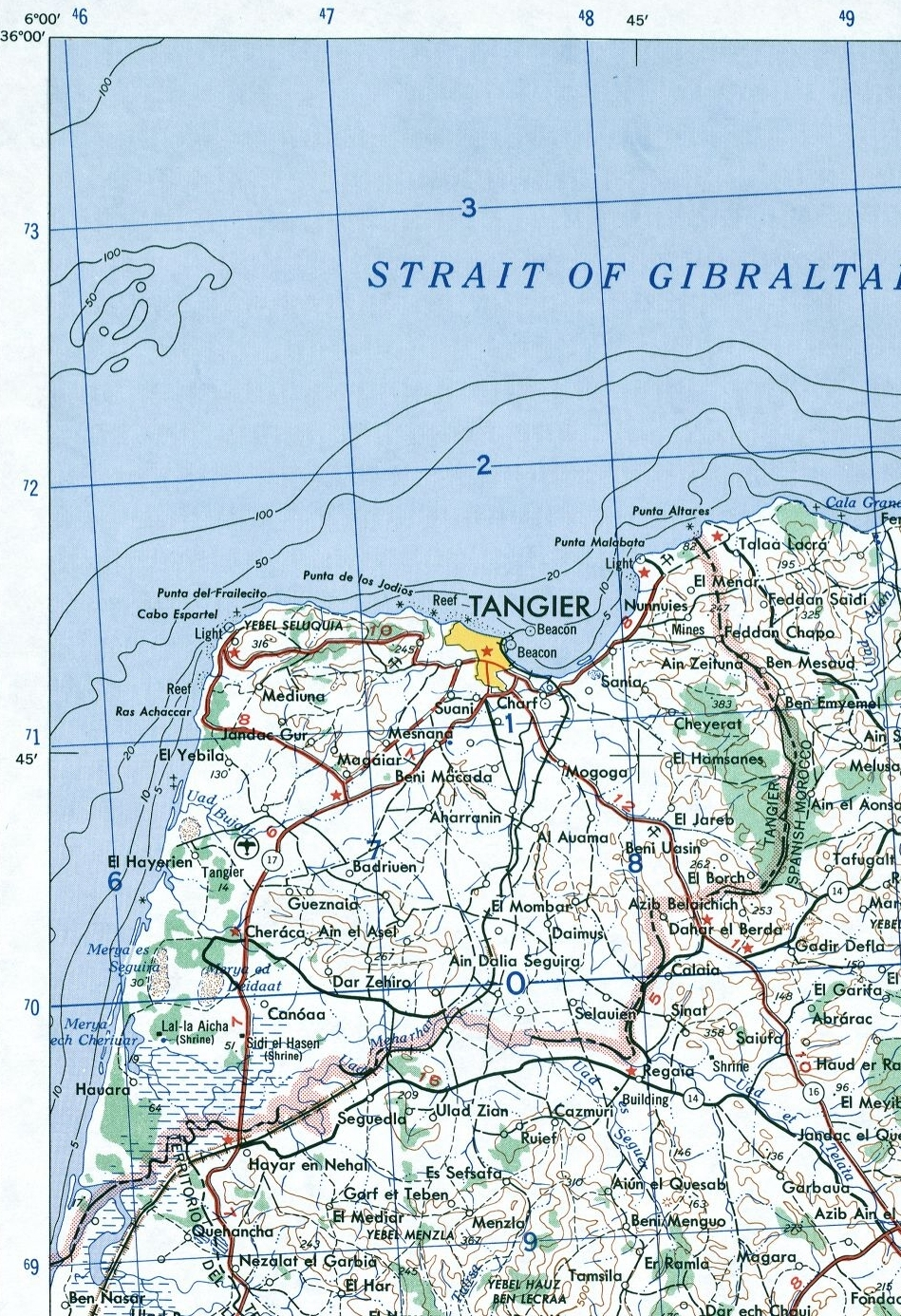
20世纪中叶的丹吉尔国际区地图

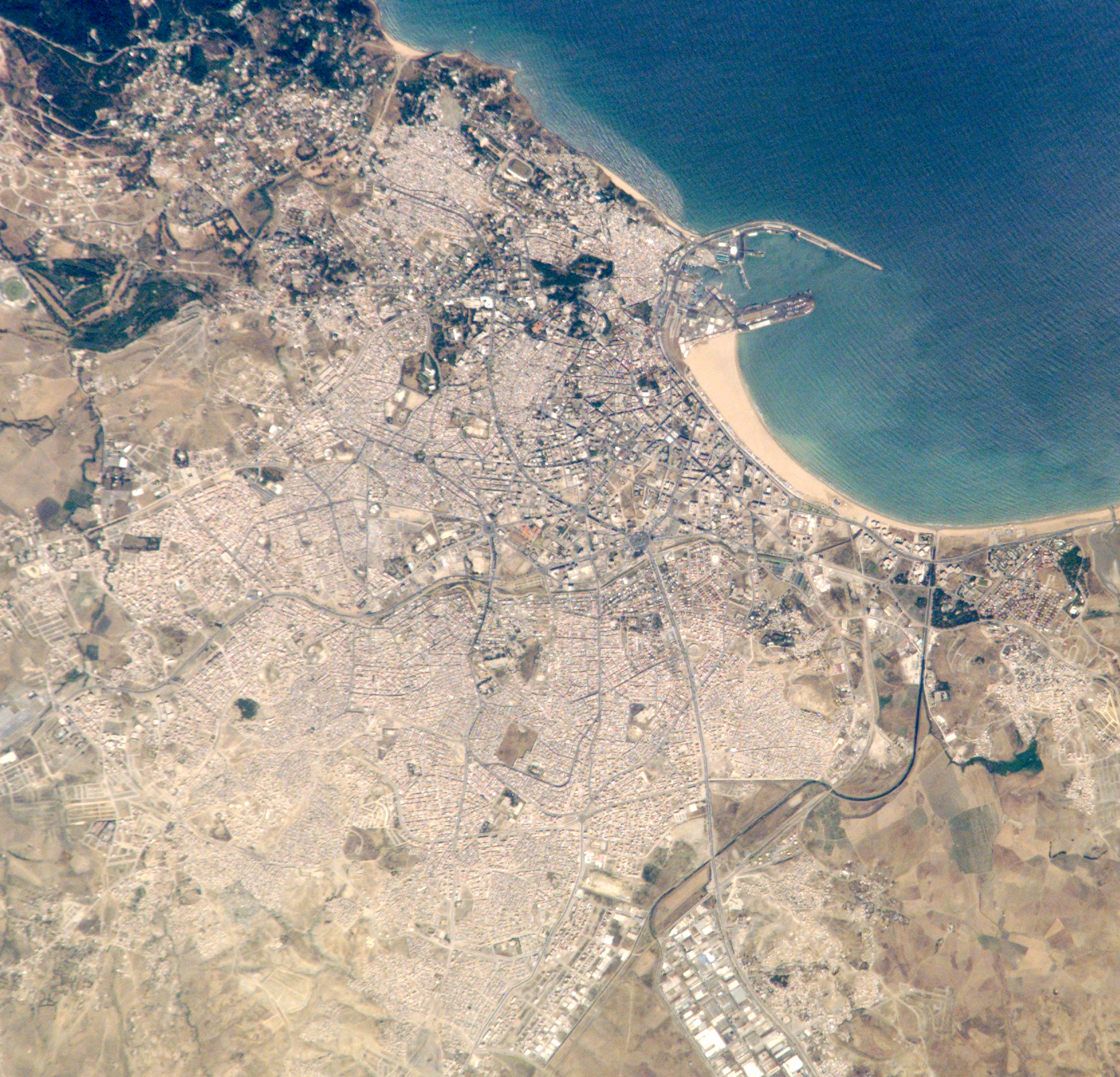
2005年的丹吉尔卫星图

## 地理
丹吉尔位于斯帕特尔角以东23公里处、直布罗陀海峡南岸。里夫山脉的余脉于丹吉尔湾留下了一个开口，使丹吉尔成为近代之前摩洛哥海岸条件最好的天然港口。缓慢抬升的地形使丹吉尔形似一座圆形剧场，中央坐落着城市的商业区，西部山地坐落着丹吉尔堡垒，而东部山地则形成了马拉巴塔角，时常被提议作为跨直布罗陀海峡通道的南端起点。

### 气候
丹吉尔按照柯本气候分类法属于地中海气候（Csa），降雨量较北非大部乃至邻近的伊比利亚半岛地区更多，自海上吹来的盛行风常年清洁着城内的空气。丹吉尔的夏天往往炎热晴朗，而冬天则相对凉爽潮湿，气温极少降至冰点以下。2005年1月曾记录下-4.2摄氏度的历史最低气温。
| 丹吉尔气候数据                                      | 丹吉尔气候数据 | 丹吉尔气候数据 | 丹吉尔气候数据 | 丹吉尔气候数据 | 丹吉尔气候数据 | 丹吉尔气候数据 | 丹吉尔气候数据 | 丹吉尔气候数据 | 丹吉尔气候数据 | 丹吉尔气候数据 | 丹吉尔气候数据 | 丹吉尔气候数据 | 丹吉尔气候数据 |
| 月份                                                | 1月            | 2月            | 3月            | 4月            | 5月            | 6月            | 7月            | 8月            | 9月            | 10月           | 11月           | 12月           | 全年           |
| --------------------------------------------------- | -------------- | -------------- | -------------- | -------------- | -------------- | -------------- | -------------- | -------------- | -------------- | -------------- | -------------- | -------------- | -------------- |
| 历史最高温 °C（°F）                                 | 22.0 (71.6)    | 24.1 (75.4)    | 24.0 (75.2)    | 29.1 (84.4)    | 31.9 (89.4)    | 33.5 (92.3)    | 36.7 (98.1)    | 38.2 (100.8)   | 35.8 (96.4)    | 30.4 (86.7)    | 27.0 (80.6)    | 24.0 (75.2)    | 38.2 (100.8)   |
| 平均高温 °C（°F）                                   | 16.2 (61.2)    | 16.8 (62.2)    | 17.9 (64.2)    | 19.2 (66.6)    | 21.9 (71.4)    | 24.9 (76.8)    | 28.3 (82.9)    | 28.6 (83.5)    | 27.3 (81.1)    | 23.7 (74.7)    | 19.6 (67.3)    | 17.0 (62.6)    | 21.8 (71.2)    |
| 日均气温 °C（°F）                                   | 12.5 (54.5)    | 13.1 (55.6)    | 14.0 (57.2)    | 15.2 (59.4)    | 17.7 (63.9)    | 20.6 (69.1)    | 23.5 (74.3)    | 23.9 (75.0)    | 22.8 (73.0)    | 19.7 (67.5)    | 15.9 (60.6)    | 13.3 (55.9)    | 17.7 (63.9)    |
| 平均低温 °C（°F）                                   | 8.8 (47.8)     | 9.4 (48.9)     | 10.1 (50.2)    | 11.2 (52.2)    | 13.4 (56.1)    | 16.2 (61.2)    | 18.7 (65.7)    | 19.1 (66.4)    | 18.3 (64.9)    | 15.6 (60.1)    | 12.2 (54.0)    | 9.7 (49.5)     | 13.6 (56.5)    |
| 历史最低温 °C（°F）                                 | −4.2 (24.4)    | 0.8 (33.4)     | 4.2 (39.6)     | 5.8 (42.4)     | 7.4 (45.3)     | 10.2 (50.4)    | 10.5 (50.9)    | 14.0 (57.2)    | 10.0 (50.0)    | 9.0 (48.2)     | 4.8 (40.6)     | −0.1 (31.8)    | −4.2 (24.4)    |
| 平均降水量 mm（）                                   | 103.5 (4.07)   | 98.7 (3.89)    | 71.8 (2.83)    | 62.2 (2.45)    | 37.3 (1.47)    | 13.9 (0.55)    | 2.1 (0.08)     | 2.5 (0.10)     | 14.9 (0.59)    | 65.1 (2.56)    | 134.6 (5.30)   | 129.3 (5.09)   | 735.9 (28.97)  |
| 平均降水天数                                        | 11.2           | 11.4           | 10.1           | 9.3            | 6.1            | 3.7            | 0.8            | 0.8            | 3.1            | 8.0            | 11.1           | 12.0           | 87.6           |
| 平均相對濕度（％）                                  | 80             | 81             | 78             | 78             | 76             | 74             | 70             | 72             | 73             | 76             | 79             | 81             | 76             |
| 月均日照時數                                        | 169.2          | 166.9          | 231.7          | 251.7          | 298.9          | 306.8          | 344.0          | 330.7          | 275.6          | 238.2          | 180.6          | 166.9          | 2,960.7        |
| 来源1：NOAA                                         |                |                |                |                |                |                |                |                |                |                |                |                |                |
| 来源2：Deutscher Wetterdienst (humidity, 1973–1993) |                |                |                |                |                |                |                |                |                |                |                |                |                |

## 经济
丹吉尔是摩洛哥经济体量第三大的城市，仅次于卡萨布兰卡和拉巴特，其工业部门主要由纺织业、化工业、机械制造业、冶金工业和海军工业组成。市内有四座主要的工业园区，而其中两座在丹吉尔自贸区之内。
丹吉尔在其作为国际自由城的时期内得到了长足的发展，经济繁盛、文化包容，但出于对里夫地区分离主义的防范，摩洛哥收回丹吉尔主权后曾长期刻意忽视包括丹吉尔在内的北部地区的发展。直到穆罕默德六世即位，北部地区才重新受到重视。

### 旅游业
旅游业在丹吉尔经济中占据着重要地位。20世纪60至70年代，丹吉尔曾是嬉皮之路的重要一站。但随着景点失修、犯罪率上升、机票上涨等因素，丹吉尔逐渐在欧洲旅客心目中落败于马拉喀什等摩洛哥中部城市。自2010年开始，穆罕穆德六世下令重整丹吉尔旅游业，政府遂对城市的商业旅游设施进行了修整、清理升级了海滩设施。随着丹吉尔货运业务搬离至地中海港，丹吉尔城港转为纯客运港，邮轮不再停靠在集装箱运输船之侧，极大提升了旅客造访丹吉尔的舒适度。同时引进了一系列外国投资用以提升滨海度假村与酒店，房地产与建筑公司也投入大量资本以提升旅游基础设施。

### 制造业
丹吉尔是摩洛哥的汽车制造业中心。以雷诺日产联盟为中心的丹吉尔汽车城占地600公顷，多达150家汽车相关企业在此运营，创造了40000多个工作岗位。截至2016年，雷诺汽车在摩洛哥的产量达34.5万辆，其中80%生产于丹吉尔。
新能源则是丹吉尔制造业的新爆发点。2017年10月，西门子投资的非洲和中东地区的第一家风力涡轮机叶片厂于丹吉尔投产。同年12月，摩洛哥政府亦与比亚迪签署合作协议，计划于丹吉尔建设电动汽车工厂，预期将带动多家产业链相关企业落户。

## 区划
丹吉尔被划分为以下行政区：
| 名称             | 阿拉伯语原名   | 地理代码   | 类型 | 户数   | 人口 (2004) | 外国人口 | 本国人口 | 备注                                                               |
| ---------------- | -------------- | ---------- | ---- | ------ | ----------- | -------- | -------- | ------------------------------------------------------------------ |
| 艾西拉           | أصيلة          | 511.01.01. | 市   | 6,245  | 28,217      | 66       | 28,151   |                                                                    |
| 巴尼马卡达       | بني ماكادا     | 511.01.03. | 区   | 47,384 | 238,382     | 74       | 238,308  |                                                                    |
| 沙尔夫-穆豪加    | الشرف مغوغة    | 511.01.05. | 区   | 30,036 | 141,987     | 342      | 141,645  |                                                                    |
| 沙尔夫-苏瓦尼    | الشرف السواني  | 511.01.06. | 区   | 25,948 | 115,839     | 273      | 115,566  |                                                                    |
| 丹吉尔阿拉伯老城 | طنجة لمدينة    | 511.01.07. | 区   | 40,929 | 173,477     | 2,323    | 171,154  |                                                                    |
| 曼兹拉           | المنزلة        | 511.03.01. | 村社 | 555    | 3,031       | 0        | 3,031    |                                                                    |
| 布里希           | أقواس بريش     | 511.03.03. | 村社 | 787    | 4,132       | 3        | 4,129    |                                                                    |
| 齐纳特           | سبت الزينات    | 511.03.05. | 村社 | 920    | 4,895       | 0        | 4,895    |                                                                    |
| 达尔夏维         | دار الشاوي     | 511.03.07. | 村社 | 877    | 4,495       | 0        | 4,495    | 1424居住于中心城镇，3071人居住于农村地区。                         |
| 阿尔哈瓦         | الخلوة         | 511.03.09. | 村社 | 2,405  | 12,946      | 1        | 12,945   |                                                                    |
| 北部海岸         | الساحل الشمالي | 511.03.11. | 村社 | 1,087  | 5,588       | 2        | 5,586    |                                                                    |
| 塞伊迪-亚马尼    | سيدي لياماني   | 511.03.13. | 村社 | 1,883  | 10,895      | 1        | 10,894   | 1101人居住于中心城镇，9794人居住于农村地区。                       |
| 博哈里夫         | بوخالف         | 511.81.03. | 村社 | 3,657  | 18,699      | 4        | 18,695   | 3187人居住于中心城镇阿克兹纳亚（اكزناية），15512人居住于农村地区。 |

## 交通

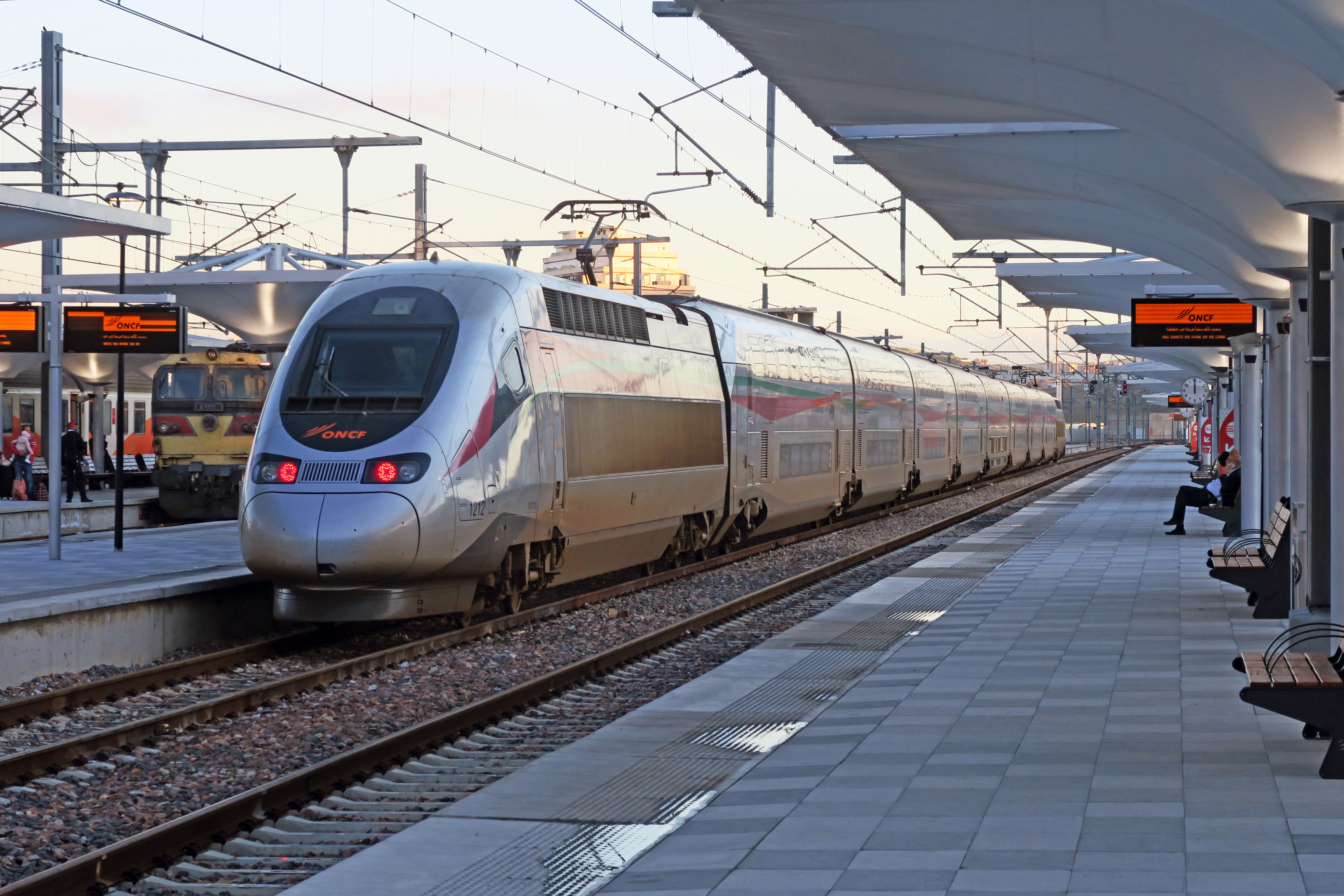
停靠于丹吉尔城站的布拉克高速列车

### 铁路
丹吉尔城车站是丹吉尔的主要铁路车站，由摩洛哥国家铁路公司运营的列车可从此站经南北铁路前往南方的拉巴特、卡萨布兰卡、马拉喀什，亦可经迈克拉拜勒克西里、西迪卡塞姆后跨线进入东西铁路前往东方的非斯、乌季达。
2018年，盖尼特拉-丹吉尔高速铁路通车，是为非洲第一条高速铁路。高速铁路通车后，从丹吉尔至卡萨布兰卡仅需两小时十分钟即可抵达。

### 公路

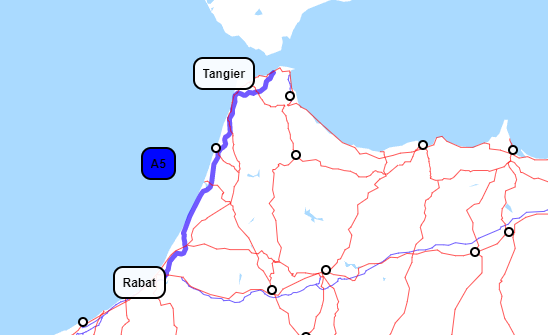
A5高速公路路线图

城市南郊的A5高速公路北连丹吉尔地中海港，向南可达首都拉巴特。N1、N2、N16三条国道则直抵丹吉尔市中心。N1国道起自阿拉伯联盟广场，北段与A5高速大致平行，抵达拉巴特后继续向南，沿大西洋海岸经卡萨布兰卡、杰迪代、阿加迪尔、塔尔法亚后进入摩洛哥实控的西撒哈拉地区，最终止于毛里塔尼亚边境的喀尔喀拉特。N2国道同样起自阿拉伯联盟广场，向东经得土安、舍夫沙万、纳祖尔后止于阿尔及利亚边境的乌季达。N16国道起于火车站北侧，与N2国道大致平行，但紧贴阿尔沃兰海岸，经费尼迪克、得土安、舍夫沙万、纳祖尔后止于阿尔及利亚边境的赛伊迪耶。

### 海运

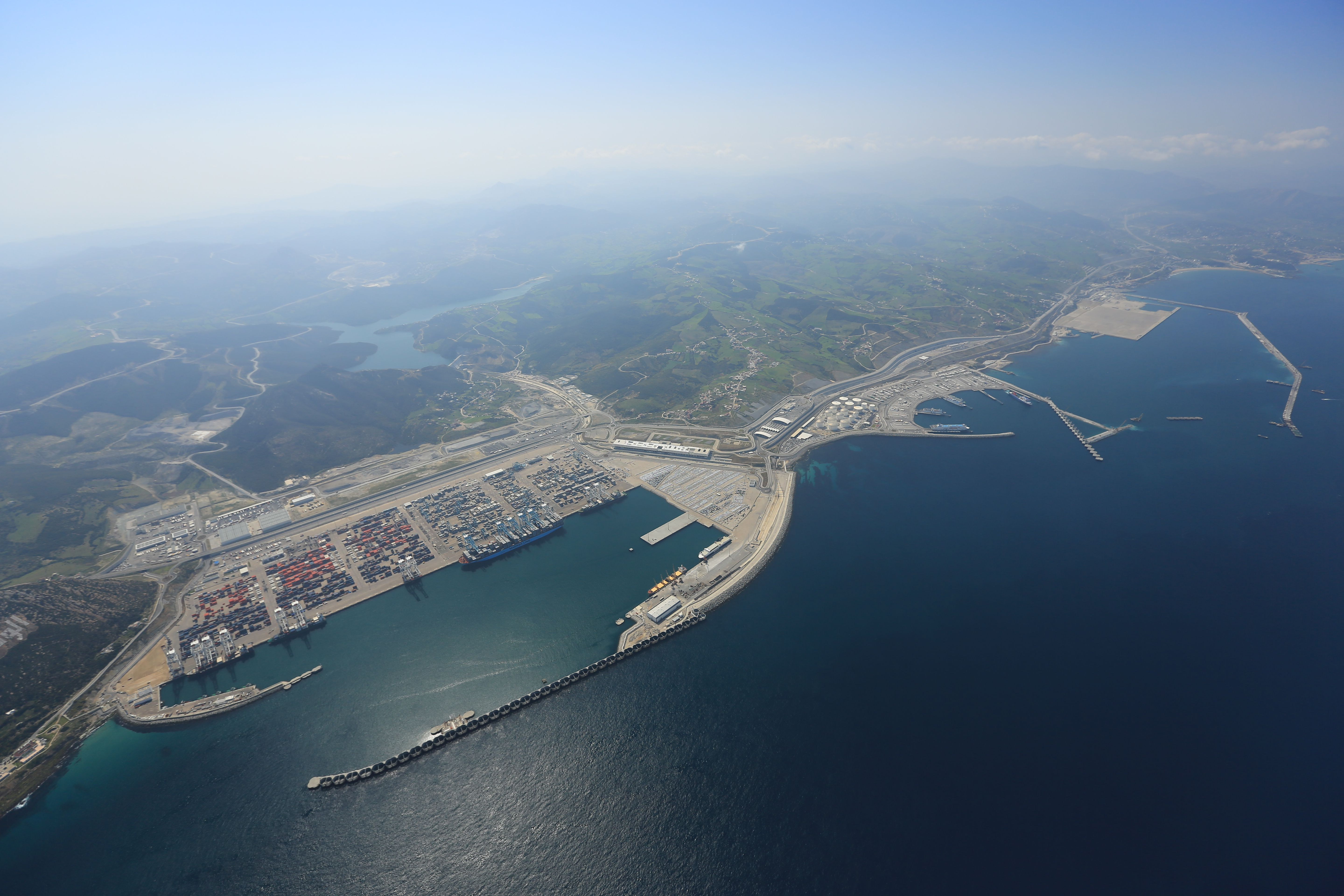
丹吉尔地中海港鸟瞰图

丹吉尔目前主要有两座港口。靠近城区的丹吉尔城港（Port de Tanger Ville）于2010年3月由老港口改造而来，目前作为客运港使用，有三个邮轮泊位，其中最大的泊位长360米，可容纳世界上最大的邮轮。丹吉尔城港的渡轮码头则用于运营丹吉尔-塔里法渡轮航线，每年有约170万乘客乘坐。
海上货运业务则主要由城区东北侧45公里处的丹吉尔地中海港负责。丹吉尔地中海港是非洲第一大港口，也是地中海地区第一大集装箱港口。其2020年货物吞吐量约为8100万吨，占摩洛哥全国港口吞吐量的47%；集装箱吞吐量为577万标箱。港区主要码头泊位有16个，岸线长1945m，最大水深为12m。

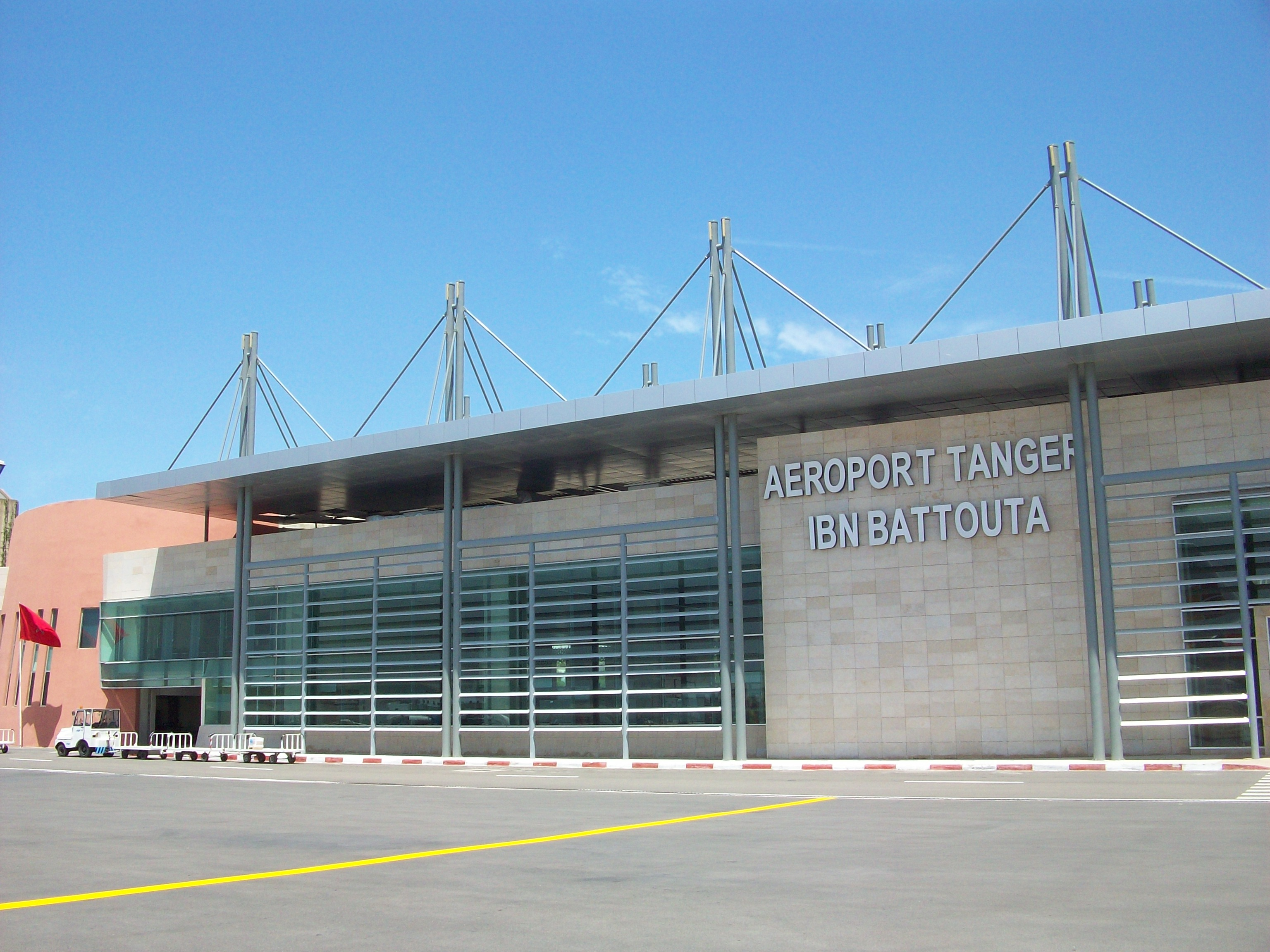
伊本·白图泰国际机场

### 航空
城区西南侧的丹吉尔伊本·白图泰国际机场（曾称丹吉尔博哈里夫机场）为丹吉尔提供了空运服务，机场以出生于丹吉尔的知名旅行家伊本·白图泰命名。机场占地40640平方米，可接发波音737系列或波音747客机；航站楼占地12000平方米，每年可接纳旅客125万人。2017年共接发旅客107万人。

## 教育
丹吉尔境内的教育机构可使用阿拉伯语、法语、西班牙语或英语作为教学语言，实行K-12教育。市内亦有多所高校，主要有丹吉尔高等国际旅游学院、国立商业管理学院丹吉尔分校、国立应用科学学院丹吉尔分校、阿卜杜勒马利克·埃萨迪大学等高校。

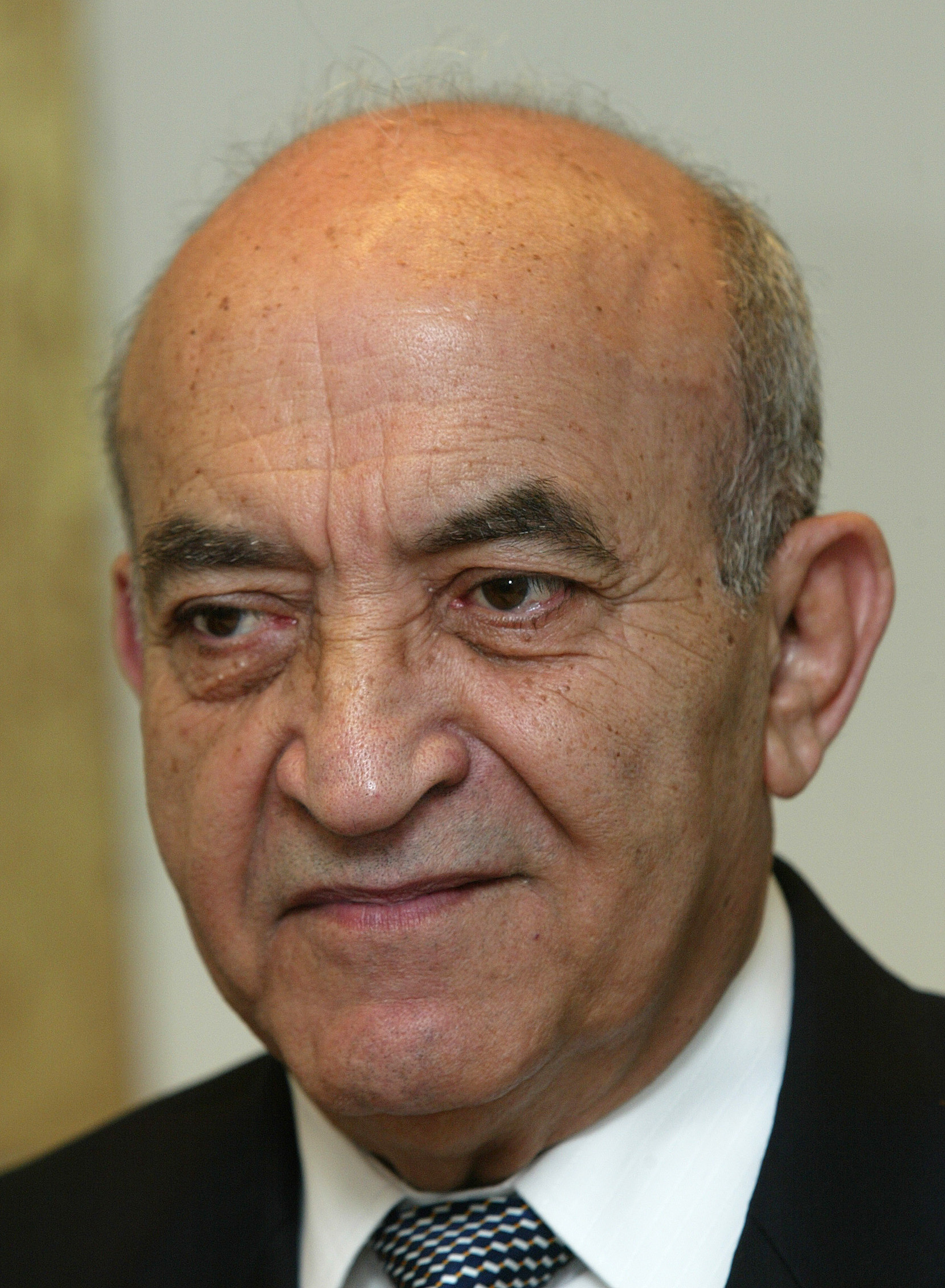
阿卜杜勒-拉赫曼·优素菲

## 名人
- 伊本·白图泰，14世纪旅行作家。
- 亚历山大·斯波茨伍德，英国陆军中校，因筹划逮捕黑胡子而知名。
- 保罗·鲍尔斯，美国作曲家、小说家，著有《遮蔽的天空》等小说，曾长居于丹吉尔。
- 威廉·巴勒斯，美国小说家、散文家、社会评论家以及说故事表演者，曾长居于丹吉尔。
- 阿卜杜勒-拉赫曼·优素菲，摩洛哥首相。
- 让-吕克·梅朗雄，法国左翼政党不屈法国创始人，曾参与角逐法国总统。

## 友好城市
丹吉尔与以下城市建立了友好城市关系：
- 西班牙阿尔赫西拉斯[135]
- 突尼斯比塞大
- 西班牙加的斯
- 越南岘港[136]
- 葡萄牙法鲁
- 比利时列日
- 法国梅斯
- 法国皮托[137]
- 法国圣丹尼
- 比利时圣约斯特滕诺德[138]
- 智利圣地亚哥
- 阿尔及利亚塞提夫
- 巴西里约热内卢

### 引用
1. ↑  . طنجة.   [2024-06-10]. （原始内容存档于2024-06-10） （阿拉伯语）.
2. 1 2  . www.britannica.com. 2024-05-15  [2024-06-10]. （原始内容存档于2024-04-27） （英语）.
3. ↑  Ghaki (2015)，第67頁.
4. ↑  Head et al. (1911).
5. 1 2 3  Pétridés, Sophron, ,  XIV, New York: Encyclopedia Press, 1913
6. ↑  UNESCO (编). . The General history of Africa. Paris: Unesco. 1986: 168. ISBN 978-92-3-102376-7.
7. ↑  Ruiz (2012), p. 208.
8. ↑  Strab. iii. p.140
9. ↑  . www.poesialatina.it.   [2024-06-17]. （原始内容存档于2024-12-26） （希腊语）.
10. ↑  . topostext.org.   [2024-06-16]. （原始内容存档于2024-12-07）.
11. ↑  . www.perseus.tufts.edu.   [2024-06-17]. （原始内容存档于2024-12-26）.
12. ↑  Ahmed Toufiq.  [On the History of Morocco]. 2019 （阿拉伯语）.
13. ↑  طنجة: من حمامات نوح الى معبد الجماجم الاغريقي. هسبريس. اطلع عليه بتاريخ 13 ابريل، 2016 的存檔，存档日期2020-01-10.
14. ↑  هنا طنجة. بطوطة. اطلع عليه بتاريخ 17 أبريل، 2016 的存檔，存档日期2016-10-08.
15. ↑  . Hespress - هسبريس جريدة إلكترونية مغربية. 2024-06-14  [2024-06-17]. （原始内容存档于2024-06-17） （阿拉伯语）.
16. ↑  مسكين, يونس. . الجزيرة الوثائقية.   [2024-06-17]. （原始内容存档于2024-12-31） （阿拉伯语）.
17. ↑  . www.noonpost.com. 2018-10-08  [2024-06-17]. （原始内容存档于2024-12-26） （阿拉伯语）.
18. ↑  . Discover Walks Blog. 2023-12-05  [2024-06-10] （美国英语）.
19. ↑  . moroccotravelblog.com.   [2024-06-10]. （原始内容存档于2024-03-16）.
20. 1 2 3 4  Hartley (2007)，第345頁.
21. ↑  Davies (2009), p. 119.
22. ↑  Roller (2006), p. 34.
23. ↑  Gómez Bellard, Carlos;  et al, ,  (11), London: Equinox, Ch. 5, p. 17, January 2008.
24. ↑  Davies (2009), p. 119.
25. ↑  Roller (2006), p. 34.
26. 1 2 3 4 5  Lévi-Provençal (1936)，第650頁.
27. ↑  Anthony A. Barrett, Caligula: The Corruption of Power (Routledge, 1989), pp. 116–117.
28. ↑   Chisholm, Hugh (编). .  17 (第11版). London: Cambridge University Press: 908. 1911.
29. 1 2  Encyclopædia Britannica (1878).
30. ↑  Procopius, , Bk. III.
31. ↑  Pétridès, Sophrone. .  3. New York: Robert Appleton Company. 1908  [30 March 2021]. （原始内容存档于2024-02-03）.
32. ↑  Hughes, Ian. . Barnsley, South Yorkshire: Pen & Sword Military. 2012. ISBN 978-1-78346-134-9. OCLC 854585766.
33. ↑  Syvänne, Ilkka. . Pen and Sword Military. 19 September 2020  [2024-06-12]. ISBN 978-1-4738-7217-2. （原始内容存档于2023-05-04） （英语）.
34. ↑  Mavor, William Fordyce. . Isaac Collins and sons. 1805  [2024-06-12]. （原始内容存档于2023-08-13） （英语）.
35. ↑  Finlayson (1992), p. 26.
36. ↑  Bury (1923), Vol. II, p. 138
37. ↑  Hughes (2009), p. 107
38. ↑  Gerli (2003).
39. ↑  Brett (2017).
40. ↑  Ibn Abd al-Hakam, Torrey, Charles Cutler , 编, , New Haven: Yale University Press, 1922.
41. ↑  Baedeker (1901), p. 426.
42. ↑  Ibn Khaldun, p.357
43. ↑  Hrbek, Ivan,  3rd, University of California Press: 131, 1992, ISBN 978-0-520-06698-4
44. ↑  Meri, Josef W. . Routledge. 2005-10-31: 341  [2024-06-12]. ISBN 978-1-135-45596-5. （原始内容存档于2024-06-12） （英语）.
45. ↑  Ilahiane (2010)，s.v. "Barghwata".
46. ↑  Brett (2017), p. 194.
47. 1 2 3 4 5 6 7 8 9 10  Lévi-Provençal (1936)，第651頁.
48. ↑  Abun-Nasr, Jamil. . Cambridge: Cambridge University Press. 1987  [2021-02-01]. ISBN 0521337674. （原始内容存档于2022-04-19）.
49. ↑  Abun-Nasr, Jamil. . Cambridge: Cambridge University Press. 1987  [2021-02-01]. ISBN 0521337674. （原始内容存档于2022-04-19）.
50. ↑  Rivet, Daniel. . Fayard. 2012.
51. ↑  Abun-Nasr, Jamil. . Cambridge: Cambridge University Press. 1987  [2021-02-01]. ISBN 0521337674. （原始内容存档于2022-04-19）.
52. ↑   Chisholm, Hugh (编). .  (第11版). London: Cambridge University Press. 1911.
53. ↑  Finlayson (1992), p. 26.
54. ↑  Winston S. Churchill, Marlborough: His Life and Times, Book I (University of Chicago Press: Chicago, 1933) p. 35.
55. ↑  Elbl (2013)，第12頁.
56. ↑  Finlayson (1992), p. 26.
57. ↑  Elbl (2013)，第12–13頁.
58. ↑  Finlayson (1992)，第26–27頁.
59. ↑  Routh (1912).
60. ↑  Elbl (2009).
61. ↑  Elbl (2013)，Ch. 8.
62. ↑  Bejjit, Karim. . Ashgate. 2015: 33–36  [2024-06-12]. （原始内容存档于2024-04-29） （英语）.
63. ↑  Finlayson (1992), p. 28.
64. ↑  Finlayson (1992), p. 28.
65. ↑  Elbl (2013)，第13–14頁.
66. ↑  Finlayson (1992)，第31頁.
67. 1 2 3 4 5 6  Encyclopædia Britannica (1911).
68. ↑  Power, Faith and Fantasy: In the beginning, for America, was the Middle East 的存檔，存档日期2007-04-03., Matt Buckingham, week, February 14, 2007.
69. ↑  . savingplaces.org.   [2022-04-06]. （原始内容存档于2024-02-24） （美国英语）.
70. ↑   Meakin, James Edward Budgett; Meakin, Kate Alberta. . Chisholm, Hugh  (编).  18 (第11版). London: Cambridge University Press: 850–861, see page 857, final para. 1911.
71. ↑  Lévi-Provençal (1936)，第652頁.
72. ↑  Baedeker (1901), p. 426.
73. ↑  . . I: A-Ak - Bayes 15th. Chicago, Illinois: Encyclopædia Britannica, Inc.: 17. 2010. ISBN 978-1-59339-837-8.
74. ↑  . The American Journal of International Law. 1907, 1 (1): 47–78  [2024-06-12]. ISSN 0002-9300. JSTOR 2212340. S2CID 246012107. doi:10.2307/2212340. （原始内容存档于2023-04-18）.
75. ↑  العفاقي, رشيد.  (PDF). مدن وثقافات.   [2024-06-12]. （原始内容存档 (PDF)于2023-11-05） （阿拉伯语）.
76. ↑   (PDF). Empire Chérifien Protectorat de la République Français au Maroc Bulletin Officiel Édition Française (1). 1 November 1912  [30 March 2022]. （原始内容 (PDF)存档于2015-09-24）.
77. ↑  Richard Pennell, , Oxford: Oneworld: 140, 2003
78. ↑  . Guía de Marruecos. 2020-03-10  [2024-06-12]. （原始内容存档于2023-06-10）.
79. ↑  . Hotel Tanger. 2 April 2013  [2024-06-12]. （原始内容存档于2023-06-05）.
80. ↑  John A. Consiglio et al (2012); Banking and Finance in the Mediterranean: A Historical Perspective, pág. 287
81. ↑  Stenner, David. . Stanford, California: Stanford University Press. 2019. ISBN 978-1-5036-0900-6.
82. ↑  League of Nations Treaty Series, vol. 28, pp. 542–631.
83. ↑  Manley O. Hudson, , The American Journal of International Law (Cambridge University Press), April 1927, 21 (2): 232, JSTOR 2189123, S2CID 146925969, doi:10.2307/2189123
84. ↑  , War, Journalism and the Shaping of the Twentieth Century (I.B.Tauris), 2006  [2023-04-18], ISBN 978-1-84511-081-9, doi:10.5040/9780755621996.ch-008
85. ↑  <Ceballos, Leopoldo, Historia de Tánger, Almuzara, 2009, pp. 10-11 and 23-24>
86. ↑  Payne, S.G. . Madison: University of Wisconsin. 1987: 268.
87. ↑  Payne 1987，第274, note 28頁.
88. ↑  Benton, Assistant Secretary. . Department of State Bulletin. 330. October 21, 1945, XIII: 613–618.
89. ↑  Stenner, David, , Globalizing Morocco (Stanford University Press), 2019-05-14  [2024-03-20], ISBN 978-1-5036-0900-6, doi:10.1515/9781503609006, （原始内容存档于2024-06-06） （英语）, page 20.
90. ↑  Stenner, David, , Globalizing Morocco (Stanford University Press), 2019-05-14  [2024-03-20], ISBN 978-1-5036-0900-6, doi:10.1515/9781503609006, （原始内容存档于2024-06-06） （英语）, page 20.
91. ↑  Stenner, David, , Globalizing Morocco (Stanford University Press), 2019-05-14  [2024-03-20], ISBN 978-1-5036-0900-6, doi:10.1515/9781503609006, （原始内容存档于2024-06-06） （英语）, page 17
92. ↑  . 1956  [2024-06-12]. （原始内容存档于2020-07-31）.
93. ↑  . tangier.guide. 2024-05-23  [2024-05-26]. （原始内容存档于2024-05-26） （美国英语）.
94. ↑  Tremlett, Giles, , , 15 December 2003  [2024-06-12], （原始内容存档于1997-04-01）.
95. ↑  Valor, G. Ballester. .   [2024-06-12]. （原始内容存档于2023-04-18）.
96. ↑  Baedeker (1901), p. 426.
97. ↑  Valor, G. Ballester. .   [2024-06-12]. （原始内容存档于2023-04-18）.
98. ↑  . National Oceanic and Atmospheric Administration.   [October 14, 2016].
99. ↑   (PDF). Baseline climate means (1961–1990) from stations all over the world. Deutscher Wetterdienst.   [October 14, 2016]. （原始内容存档 (PDF)于2023-04-22） （德语）.
100. 1 2 3  . oxfordbusinessgroup.com.   [2024-06-15]. （原始内容存档于2024-05-27）.
101. ↑  .   [2024-06-15]. （原始内容存档于2024-06-17） （fr-FR）.
102. 1 2  Wippel, Steffen. . Trialog 135. 2020-04, 4/2018: 4-11  [2024-06-15] –ResearchGate.
103. ↑  Davies (2009), p. 120.
104. ↑  Davies (2009), p. 120.
105. ↑  Davies (2009), p. 120.
106. 1 2  . Site officiel du Port de Tanger Ville.   [2024-06-15]. （原始内容存档于2024-11-07） （fr-FR）.
107. ↑  . Tanger Med Zones.   [2024-06-15]. （原始内容存档于2024-10-14） （美国英语）.
108. ↑  . ma.mofcom.gov.cn.   [2024-06-15]. （原始内容存档于2024-07-18）.
109. ↑  . www.thepaper.cn.   [2024-06-15]. （原始内容存档于2024-06-18）.
110. ↑  . www.dongchedi.com.   [2024-06-15]. （原始内容存档于2024-12-26）.
111. ↑   (PDF). Haut-commissariat au Plan, Lavieeco.com.   [27 April 2012]. （原始内容 (PDF)存档于8 April 2019）.
112. ↑  ONCF website about Supratours bus services 的存檔，存档日期16 June 2012., visited 7 July 2012
113. ↑  Online Timetable ONCF 的存檔，存档日期26 August 2011. based on trains for 2 May 2011, (french website) checked 2 May 2011
114. ↑  .   [22 July 2020]. （原始内容存档于25 July 2020）.
115. ↑  . Railway Gazette International. 16 November 2018  [21 November 2018]. （原始内容存档于2020-11-22）.
116. ↑  Important dates 的存檔，存档日期2012-03-07. on ADM's website, visited 23 August 2008
117. ↑  Road travel report: Morocco （页面存档备份，存于）, ASIRT
118. ↑   (PDF). www.sgg.gov.ma.   [2024-06-13]. （原始内容 (PDF)存档于2019-02-19）.
119. 1 2  . Site officiel du Port de Tanger Ville.   [2024-06-15]. （原始内容存档于2024-06-15） （fr-FR）.
120. ↑  . www.cnwnews.com.   [2024-06-15]. （原始内容存档于2024-12-26）.
121. ↑  . www.yicai.com.   [2024-06-15]. （原始内容存档于2024-12-26）.
122. ↑  . www.mofcom.gov.cn.   [2024-06-15]. （原始内容存档于2024-06-15）.
123. ↑  . www.sofreight.com.   [2024-06-15]. （原始内容存档于2024-12-26）.
124. ↑  . Office National Des Aéroports (ONDA). 1 July 2008  [13 March 2010]. （原始内容存档于29 November 2008） （法语）.
125. ↑  . Aviation Safety Network.   [13 March 2010]. （原始内容存档于24 October 2012）.
126. ↑  . Office national des aéroports (ONDA).   [13 March 2010]. （原始内容存档于22 July 2011）.
127. ↑   (PDF). 2018-01-22. （原始内容存档 (PDF)于1 February 2018） –ONDA.
128. ↑  Team, AFRIKTA. . AFRIKTA. 2023-11-21  [2024-06-15]. （原始内容存档于2024-12-26） （美国英语）.
129. ↑  Dahbi, Mohammed. . Joshi, R. Malatesha  (编). . Cham: Springer International Publishing. 2023: 153–184. ISBN 978-3-031-26250-0. doi:10.1007/978-3-031-26250-0_9 （英语）.
130. ↑  . isitt.ma.   [2024-06-15]. （原始内容存档于2025-01-21）.
131. ↑  . encgt.ma.   [2024-06-15]. （原始内容存档于2024-12-10）.
132. ↑  . École Nationale des Sciences Appliquées de Tanger.   [2024-06-15]. （原始内容存档于2025-01-19） （fr-FR）.
133. ↑  . www.uae.ac.ma.   [2024-06-15] （法语）.
134. ↑  bladi.net (编). . bladi.net.   [2021-12-31]. （原始内容存档于2022-05-12） （法语）.
135. ↑  . lavozdigital.es. La Voz de Cádiz. 2018-09-24  [2020-10-19]. （原始内容存档于2022-12-12） （西班牙语）.
136. ↑  . lematin.ma. Le Matin. 2019-03-29  [2020-10-19]. （原始内容存档于2022-12-07） （法语）.
137. ↑  . puteaux.fr. Puteaux.   [2020-10-22]. （原始内容存档于2023-04-14） （法语）.
138. ↑  . saint-josse.irisnet.be. Saint-Josse-ten-Noode. 2019-05-21  [2020-10-19]. （原始内容存档于2020-10-21）.